# NGC 2337
NGC 2337 is een onregelmatig sterrenstelsel in het sterrenbeeld Lynx. Het hemelobject werd op 12 januari 1877 ontdekt door de Franse astronoom Édouard Jean-Marie Stephan.

## Synoniemen
- UGC 3711
- MCG 7-15-10
- ZWG 205.23
- KUG 0706+445
- IRAS07066+4432
- PGC 20298